# Ipatele (gmina)
Ipatele – gmina w Rumunii, w okręgu Jassy. Obejmuje miejscowości Alexești, Bâcu, Cuza Vodă i Ipatele. W 2011 roku liczyła 1865 mieszkańców.